# Аналітична модель
Аналітична модель (англ. analytical model) — один з класів математичного моделювання.
Перевагою аналітичної моделі є те, що розв'язки можна аналізувати математичними методами. Недоліком аналітичних моделей є спрощення реальних ситуацій з метою отримання аналітичних розв'язків.

## В окремих галузях
- У економіці — модель, що складається з системи розв'язних рівнянь, наприклад, система розв'язних рівнянь, що представляють закони попиту та пропозиції на світовому ринку.

- У екології — розповсюджений спосіб представлення екосистеми. Використовується з метою виявлення, математичного опису, аналізу і пояснення властивостей феноменів, які притаманні максимально широкому колу екосистем. Так, наприклад, широко відома модель конкуренції Лоткі — Вольтерра дозволяє визначити умови взаємного співіснування видів в рамках різних співтовариств. Інший приклад — застосування аналітичних моделей для встановлення поведінки екосистем за умови зміни основних вхідних факторів.

- У інженерії. В основі аналітичних моделей технологічних процесів лежать фундаментальні закони енерго- і масопереносу, виражені у вигляді функціональних співвідношень (алгебраїчних, інтегрально-диференціальних, кінцево-різницевих і т. д.). Тому аналітичні моделі описують і розкривають сутність процесів і явищ, що протікають в досліджуваному об'єкті та визначають його властивості і поведінку. Методи дослідження аналітичних моделей: аналітичні (отримують загальне рішення в явному вигляді і підставляють в нього значення граничних та початкових умов) і чисельні (загальні рішення в явному вигляді замінюються наближеними). Як приклад аналітичних моделей можна назвати диференціальні рівняння. Фізичні процеси у загальному випадку можуть бути описані диференціальними рівняннями у часткових похідних. Для спрощення моделі об'єкт представляють у вигляді набору (системи) частин, які описуються функціями тільки однієї змінної — часу.

## Приклади
- Аналітична модель покладу